# کرن یانگ (هنرپیشه)
کرن یانگ (انگلیسی: Karen Young؛ زادهٔ ۲۹ سپتامبر ۱۹۵۸) هنرپیشه اهل ایالات متحده آمریکا است. وی از سال ۱۹۸۴ میلادی تاکنون مشغول فعالیت بوده‌است.
از فیلم‌هایی که وی در آن نقش داشته‌است می‌توان به خدمتکار، پادشاه جو و محکومیت اشاره کرد.